# Oscar Schmidt
Oscar Daniel Bezerra Schmidt (Natal, 16 de fevereiro de 1958) é um ex-jogador brasileiro de basquetebol, considerado um dos maiores jogadores brasileiros e do mundo em todos os tempos, mesmo sem ter atuado na NBA. Possui 2,05m de altura e seu número da sorte é o 14, número que usou no Pan de 1987, porém em 1990 na FIBA usou o número 6.
Com 49.973 pontos na carreira, Oscar foi considerado o maior pontuador da história do basquete até 2024, quando foi superado por LeBron James. Este recorde era extraoficial, pois não havia súmulas de todos os jogos de Oscar no Brasil. Seu rendimento em equipes como Sírio e Palmeiras foram calculados através de estudos do jogador com o seu biógrafo, o jornalista e escritor Odir Cunha, autor do livro Oscar Schmidt, a história do maior ídolo do basquete brasileiro, lançado em 1996.
Ele é recordista de carreira mais longa de um jogador profissional de basquete (26 anos) e o cestinha da história dos Jogos Olímpicos de Verão, com 1 093 pontos.
Oscar foi nomeado um dos 50 Maiores Jogadores de Basquete pela FIBA em 1991. Em agosto de 2010, ele foi incluído no Hall da Fama da FIBA, em reconhecimento ao que jogou em competições internacionais.
Em 20 de Agosto de 2010, Oscar foi induzido ao Hall da Fama da FIBA. Em 8 de Setembro de 2013, Oscar Schmidt entrou para o Basketball Hall of Fame, dos EUA. Em 18 de dezembro de 2016, ele também foi incluído no Hall da Fama do Basket Itália.
Tentou uma carreira política através do antigo Partido Progressista Brasileiro (PPB) - atual Progressistas (PP), se candidatando a senador pelo estado de São Paulo em 1998, perdendo para o então senador Eduardo Suplicy (PT), encerrando sua curta passagem pela política.
Oscar atualmente se dedica à ministrar palestras.
Seu primeiro treinador foi Laurindo Miura, que desenvolveu um trabalho especial de coordenação para ele. Esse trabalho serviu de base para seus arremessos.

## Carreira
Ele foi selecionado pelo New Jersey Nets na sexta rodada do draft da NBA de 1984, e teve várias outras oportunidades de jogar na NBA, mas recusou-se a todos, a fim de manter seu status de "amador" e continuar a jogar na Seleção Brasileira (até 1989, os jogadores da NBA não foram autorizados a jogar por seleções nacionais).
No dia 27 de outubro de 2001 - partida entre Flamengo e Fluminense válida pelo Campeonato Carioca - Oscar superou a marca de 46 725 pontos de Kareem Abdul-Jabbar e se tornou o maior cestinha da história do basquetebol - ele terminaria a carreira de jogador com 49 973 pontos, destes 42 044 foram marcados pelas equipes em que passou e, 7 693, pela Seleção Brasileira, Este recorde (maior cestinha do basquete) ainda lhe pertence. 236 pontos marcados no All-Star Game da carreira disputados onde dados de pontuação estão disponíveis (21,5 pontos por jogo). 186 pontos marcados em 7 All-Star Game da Liga Italiana disputados, 46 pontos marcados em 3 ULEB All-Star Game disputados e 4 pontos marcados em NBA All-Star Game (como celebridade). Schmidt também jogou no FIBA All-Star Game em 1991, mas nenhum total de pontos marcados individuais está disponível para esse.

### Clubes em que atuou
- Cristal, Brasília[7]
- Palmeiras, São Paulo
- Sírio, São Paulo
- América do Rio, Rio
- Juvecaserta, Itália
- Pavia, Itália
- Forum/Valladolid, Espanha
- Corinthians, São Paulo
- Bandeirantes, Barueri
- Mackenzie/Microcamp, Barueri
- Flamengo, Rio de Janeiro

### Seleção Brasileira
Pela Seleção Brasileira, Oscar participou de 3 Campeonatos Mundiais, e é o 2o jogador que mais vezes vestiu a Camisa da Seleção Brasileira em Campeonatos Mundiais - 33 (atrás apenas de Ubiratan, com 34) Ele participou, ainda, de cinco edições das Olimpíadas, de Moscou 1980 a Atlanta 1996, sendo o cestinha desta competição, com 1 093 pontos. Nos Jogos, ele detém vários outros recordes, a saber: pontos marcados em uma partida (55 vs. Espanha em Seul em 1988); maior média de pontos por partida em uma edição: 42,3 ppg (Seul, 1988, 338 pontos em oito reuniões).
No total, ele jogou 326 partidas com a seleção brasileira (entre 1977 e 1996), com uma média de 23,6 pontos por partida.
Sua maior conquista com a Camisa Verde Amarela, foi a medalha de ouro nos Jogos Pan-Americanos de 1987.

#### A conquista do Pan de 1987
Oscar liderou um dos maiores feitos da história do basquete mundial. A data de 23 de agosto de 1987 foi o dia histórico em que a equipe masculina de basquete do Brasil venceu o poderoso time norte-americano, representado pelos jogadores universitários da época, os favoritos e donos da casa, por 120 a 115, na final dos 10º Jogos Pan-americanos de 1987. Foi uma virada espetacular e a primeira e única vez, até então, que os Estados Unidos perderam em casa. O palco era o Market Square Arena, Indianápolis. De um lado a equipe brasileira; do outro, os norte-americanos. Os Estados Unidos já tinham toda a festa preparada para seu time. No elenco destacavam-se jogadores que mais tarde se tornaram grandes astros da NBA, como David Robinson, Rex Chapman, Dan Majerle e Danny Manning. A seleção do Tio Sam já atropelara Porto Rico nas semifinais, impondo uma vantagem final de cinco pontos. Para os brasileiros, a classificação havia sido contra o México com um placar de 137 a 116.
A seleção brasileira não assustava muito o técnico Denny Crum. A única tática necessária para garantir o ouro, segundo ele, era uma defesa forte em cima de Oscar e Marcel que, segundo o técnico, tinham uma precisão muito grande nos arremessos. No fim do primeiro tempo, o Brasil perdia por 14 pontos, sendo que chegou a ficar em desvantagem de 20 pontos no decorrer do período. A equipe formada por Gérson, Oscar, Israel, Marcel e Guerrinha (que substituía o armador Maury, vítima de contusão) voltou com muita determinação e com um ataque extremamente preciso, sobretudo nas bolas de três pontos que foram a chave para a virada do Brasil. Os "reis do basquete" não conseguiam entender o que estava acontecendo, nem mesmo sua fiel torcida, que se calava a cada cesta de Oscar e Marcel. Final de jogo: a cena do banco norte-americano cabisbaixo era contrastante com a euforia de Oscar, deitado no chão, gritando e chorando. Essa era a maior conquista do esporte nacional, desde a Copa do Mundo de 70.

## Estatísticas
| ★ | Denota temporadas em que a equipe de Oscar ganhou o torneio |
|   | Líder do torneio                                            |

### Campeonato Nacional
| Ano   | Equipe                      | PJ | MPJ  | FG%  | 3P%  | LL%  | RT   | AS  | BR | TO | PPJ  |
| ----- | --------------------------- | -- | ---- | ---- | ---- | ---- | ---- | --- | -- | -- | ---- |
| 1996★ | Corinthians                 | 31 | 34.3 | .588 | .485 | .881 | 9.8  | .8  | .6 | .2 | 30.9 |
| 1997  | Corinthians                 | 26 | 37.6 | .530 | .504 | .880 | 10.5 | 1.3 | .6 | .3 | 38.2 |
| 1998  | Banco Bandeirantes          | 28 | 38.6 | .541 | .440 | .903 | 11.5 | 1.4 | .6 | .2 | 44.8 |
| 1999  | Mackenzie-Microcamp/Barueri | 36 | 42.2 | .573 | .464 | .913 | 10.8 | 1.7 | .7 | .3 | 38.2 |
| 2000  | Flamengo                    | 38 | 37.9 | .543 | .389 | .862 | 9.6  | 1.7 | .5 | .1 | 34.9 |
| 2001  | Flamengo                    | 34 | 36.9 | .483 | .457 | .899 | 8.8  | 1.3 | .6 | .1 | 33.0 |
| 2002  | Flamengo                    | 34 | 37.1 | .516 | .403 | .908 | 8.3  | 1.9 | .6 | .2 | 34.8 |
| 2003  | Flamengo                    | 31 | 36.3 | .495 | .451 | .924 | 7.5  | 2.0 | .5 | .2 | 33.1 |

### Seleção Brasileira
| Ano  | Evento        | PJ | MPJ  | FG%  | 3P%  | LL%  | RT  | AS  | BR  | TO | PPJ  |
| ---- | ------------- | -- | ---- | ---- | ---- | ---- | --- | --- | --- | -- | ---- |
| 1978 | Copa do Mundo | 9  | -    | -    | -    | .688 | -   | -   | -   | -  | 17.7 |
| 1980 | Olimpíada     | 7  | 29.4 | .548 | -    | .875 | 6.7 | 0.4 | 0.3 | .0 | 24.1 |
| 1982 | Copa do Mundo | 6  | -    | -    | -    | .700 | -   | -   | -   | -  | 21.0 |
| 1984 | Olimpíada     | 7  | 26.7 | .524 | -    | .781 | 4.7 | 0.7 | 1.0 | .0 | 24.1 |
| 1986 | Copa do Mundo | 10 | -    | -    | -    | .764 | -   | -   | -   | -  | 28.1 |
| 1988 | Olimpíada     | 8  | 36.0 | .576 | .556 | .918 | 7.8 | 1.6 | 0.6 | .4 | 42.3 |
| 1990 | Copa do Mundo | 8  | -    | -    | -    | .873 | -   | -   | -   | -  | 34.6 |
| 1992 | Olimpíada     | 8  | 31.8 | .324 | .378 | .889 | 3.5 | 0.6 | 2.1 | .0 | 24.8 |
| 1996 | Olimpíada     | 8  | 32.9 | .475 | .381 | .953 | 3,1 | 1.0 | 0,5 | .0 | 27.4 |

## Títulos

### Pela seleção brasileira
- Jogos Pan-Americanos:  1987
- Campeonato Sul-Americano de Basquetebol: 1977, 1983 e 1985

### Pelos clubes
Sociedade Esportiva Palmeiras
- Copa Interamericana de Basquete: 1977
- Campeonato Brasileiro: 1977
- Campeonato Paulista: 1974
- Campeonato Paulistano: 1974, 1975 e 1976
- Torneio de Preparação da FPB: 1976 e 1977
- Torneio de Aniversário da FPB: 1976

Esporte Clube Sírio
- Campeonato Mundial Interclubes: 1979
- Campeonato Sul-Americano de Clubes Campeões: 1979
- Campeonato Brasileiro: 1979
- Campeonato Paulista: 1978 e 1979

Juvecaserta Basket
- Copa da Itália: 1988

Sport Club Corinthians Paulista
- Campeonato Brasileiro: 1996

Mackenzie/Microcamp
- Campeonato Paulista: 1998

Clube de Regatas do Flamengo
- Campeonato Carioca: 1999 e 2002

## Recordes
- Segundo maior pontuador de todos os tempos, com 49.973 pontos
- Jogador de basquete com mais participações em olimpíadas – 5 (empatado com o porto-riquenho Teófilo Cruz e com o australiano Andrew Gaze)[9]
- Jogador com o maior número pontos na história das Olimpíadas – 1 093[9]
- Jogador com o maior número de pontos em um jogo de Olimpíadas – 55 (contra a Espanha em 1988)[9]
- Maior média de pontos por jogo em uma edição das Olimpíadas – 42,3 pontos por jogo[9]
- Mais vezes cestinha em Olimpíadas – 3[9]
- Mais cestas de três pontos, dois pontos e lances livres em Olimpíadas[9]
- 2o jogador que mais vezes vestiu a Camisa da Seleção Brasileira em Campeonatos Mundiais - 33 (atrás apenas de Ubiratan, com 34)[8]
- 2o Jogador com Mais pontos por um jogo no campeonato nacional de clubes – 57 jogando pelo Flamengo (superado por Marcelinho Machado, que fez 63 pontos)
- Maior cestinha da seleção brasileira – 7 693

### Honrarias
- Inclusão no Hall da Fama da FIBA
- O Hall da Fama de Springfield fez uma publicação citando os 100 maiores jogadores da história e nesse livro constam somente cinco jogadores não-estadunidenses - Oscar é um deles.[10]
- Três camisetas aposentadas na carreira – 18 de Caserta (Itália) – 11 de Pavia (Itália) e 14 do Clube Vizinhança (Brasília). A número 14 do Flamengo nunca chegou a ser aposentada de forma oficial. Ela foi inutilizada por alguns anos após Oscar encerrar a carreira, mas em temporadas recentes outros jogadores utilizaram o número.[11] Atualmente, a camisa 14 do Flamengo Basquete está sem dono.
- Agraciado com a Ordem do Ipiranga, no grau de Grande Oficial, pelo Governo do Estado de São Paulo.[12]

## Carreira como dirigente esportivo
Após se aposentar como jogador, Oscar Schmidt criou o Telemar/Rio de Janeiro. O clube teve curta duração, participando de torneios apenas entre 2004 e 2006.
Apesar da curta duração, o time marcou o basquete brasileiro conseguindo os seguintes títulos:
- Campeonato Brasileiro: 2005
- Campeonato Carioca: 2004

Após o fim do Telemar/Rio, a prefeitura e Oscar criaram um novo time que nada tinha a ver com o Telemar/Rio, para que a cidade do Rio de Janeiro não ficasse sem time e para fomentar o esporte nas Vilas Olímpicas e escolas municipais: o Rio de Janeiro/Pan 2007 Basquete. Em 2005 se juntou a outros clubes de basquete brasileiro e a grandes atletas da modalidade para criar a Nossa Liga de Basquetebol, da qual chegou a ser presidente.

## Talent show
Algum tempo depois de se aposentar das quadras de basquete, em 2005 Oscar então participou da primeira temporada da Dança dos Famosos que é exibido pela Rede Globo, na qual acabou desistindo da competição por motivo de lesão, ficando em 6.° lugar nesta temporada do talent show.

## Vida pessoal
Filho de um pai militar de ascendência alemã, Oscar nasceu no Rio Grande do Norte para onde seu pai havia sido transferido. Sua mãe é potiguar do município de Parelhas. Em 1970, sua família mudou-se para Brasília. Oscar é casado com Maria Cristina Victorino desde 1981, com quem tem dois filhos: Filipe (nascido em 1986) e Stephanie (nascida em 1989). É irmão do apresentador Tadeu Schmidt e tio de Bruno Schmidt, jogador de vôlei de praia
Desde 2011 Oscar luta contra um câncer no cérebro. Em 2014, Oscar foi internado devido a uma arritmia cardíaca.

## Controvérsias
Em 16 de novembro de 2014, Oscar foi contratado para dar uma palestra na Faculdade de Desenvolvimento e Integração Regional (FADIRE) da cidade de Caruaru - PE , onde os estudantes o consideraram como sendo arrogante e grosseiro. O seu microfone apresentou problemas, e quando o repórter e apresentador da TV Jornal, Eliaquim Oliveira, ofereceu o microfone dele, Oscar recusou dizendo que aquele tipo de microfone era "para amadores". Neste mesmo evento, Oscar reclamou com a plateia que o fotografava alegando que "estava ali para contar a sua história, e não para ser fotografado". Irritadas com a situação, centenas de pessoas deixaram a palestra antes do término. Em nota, a FADIRE afirmou que "Não compactua e nem aceita a atitude grosseira do palestrante para com os alunos, os quais deixaram seus afazeres no dia de domingo pós-feriado, para buscar conhecimento".
Em 2 de novembro de 2023, durante participação no podcast "Ticaracaticast", Schmidt se referiu a cidade de Franca, no interior de São Paulo, como   “puta lugar de merda”. A fala ocasionou imediato repúdio da população dessa cidade bem como de personalidades francanas como a empresária Luiza Trajano, o técnico de basquete Helinho  e o cantor Solimões. Dois dias após a afirmação polêmica, Oscar se manifestou por meio de nota e vídeo, pedindo desculpas.